# Élections générales espagnoles de novembre 2019 en Estrémadure
Les élections générales espagnoles de novembre 2019 (en espagnol : Elecciones generales de España de noviembre de 2019) se tiennent le dimanche 10 novembre 2019 afin d'élire les 350 députés et 208 des 266 sénateurs de la XIVe législature des Cortes Generales. 10 députés sont élus en Estrémadure.

## Résultats
| Parti                  | Parti                                                   | Voix    | %     | +/-   | Sièges | +/-           |  |
| ---------------------- | ------------------------------------------------------- | ------- | ----- | ----- | ------ | ------------- |  |
|                        | Parti socialiste ouvrier espagnol (PSOE)                | 227 447 | 38,33 | 0,26  | 5      | en stagnation |  |
|                        | Parti populaire (PP)                                    | 154 269 | 26,00 | 4,62  | 3      | 1             |  |
|                        | Vox                                                     | 99 823  | 16,82 | 6,05  | 2      | 1             |  |
|                        | Unidas Podemos (UP)                                     | 54 072  | 9,11  | 0,41  | 0      | en stagnation |  |
|                        | Ciudadanos (Cs)                                         | 45 053  | 7,59  | 10,37 | 0      | 2             |  |
|                        | Parti animaliste contre la maltraitance animale (PACMA) | 3 676   | 0,62  | 0,09  | 0      | en stagnation |  |
|                        | Estrémadure unie (EU)                                   | 1 347   | 0,23  | Abs.  | 0      | en stagnation |  |
|                        | Pour un monde + juste (PUM+J)                           | 1 220   | 0,21  | 0,14  | 0      | en stagnation |  |
|                        | Recortes Cero-Grupo Verde (RC-GV)                       | 1 016   | 0,17  | 0,04  | 0      | en stagnation |  |
|                        | Vote blanc                                              | 5 493   | 0,93  | 0,14  |        |               |  |
|                        |                                                         |         |       |       |        |               |  |
| Suffrages exprimés     | Suffrages exprimés                                      | 593 416 | 98,16 |       |        |               |  |
| Votes nuls             | Votes nuls                                              | 11 145  | 1,84  |       |        |               |  |
| Total                  | Total                                                   | 604 561 | 100   | -     | 10     | en stagnation |  |
| Abstention             | Abstention                                              | 294 878 | 32,78 |       |        |               |  |
| Inscrits/Participation | Inscrits/Participation                                  | 899 439 | 67,22 |       |        |               |  |

### Résultats par provinces

#### Badajoz
| Parti                  | Parti                                                   | Voix    | %     | +/-   | Sièges | +/-           |  |
| ---------------------- | ------------------------------------------------------- | ------- | ----- | ----- | ------ | ------------- |  |
|                        | Parti socialiste ouvrier espagnol (PSOE)                | 142 312 | 38,45 | 0,03  | 3      | en stagnation |  |
|                        | Parti populaire (PP)                                    | 92 742  | 25,05 | 4,66  | 2      | 1             |  |
|                        | Vox                                                     | 64 016  | 17,29 | 6,30  | 1      | en stagnation |  |
|                        | Unidas Podemos (UP)                                     | 33 971  | 9,18  | 0,19  | 0      | en stagnation |  |
|                        | Ciudadanos (Cs)                                         | 29 520  | 7,97  | 10,54 | 0      | 1             |  |
|                        | Parti animaliste contre la maltraitance animale (PACMA) | 2 400   | 0,65  | 0,07  | 0      | en stagnation |  |
|                        | Pour un monde + juste (PUM+J)                           | 925     | 0,25  | 0,14  | 0      | en stagnation |  |
|                        | Recortes Cero-Grupo Verde (RC-GV)                       | 674     | 0,18  | 0,07  | 0      | en stagnation |  |
|                        | Vote blanc                                              | 3 599   | 0,97  | 0,13  |        |               |  |
|                        |                                                         |         |       |       |        |               |  |
| Suffrages exprimés     | Suffrages exprimés                                      | 370 159 | 98,20 |       |        |               |  |
| Votes nuls             | Votes nuls                                              | 6 781   | 1,80  |       |        |               |  |
| Total                  | Total                                                   | 376 940 | 100   | -     | 6      | en stagnation |  |
| Abstention             | Abstention                                              | 178 054 | 32,08 |       |        |               |  |
| Inscrits/Participation | Inscrits/Participation                                  | 554 994 | 67,92 |       |        |               |  |

#### Cáceres
| Parti                  | Parti                                                   | Voix    | %     | +/-   | Sièges | +/-           |  |
| ---------------------- | ------------------------------------------------------- | ------- | ----- | ----- | ------ | ------------- |  |
|                        | Parti socialiste ouvrier espagnol (PSOE)                | 85 135  | 38,13 | 0,73  | 2      | en stagnation |  |
|                        | Parti populaire (PP)                                    | 61 527  | 27,56 | 4,57  | 1      | en stagnation |  |
|                        | Vox                                                     | 35 807  | 16,04 | 5,63  | 1      | 1             |  |
|                        | Unidas Podemos (UP)                                     | 20 101  | 9,00  | 0,77  | 0      | en stagnation |  |
|                        | Ciudadanos (Cs)                                         | 15 533  | 6,96  | 10,11 | 0      | 1             |  |
|                        | Estrémadure unie (EU)                                   | 1 347   | 0,60  | Abs.  | 0      | en stagnation |  |
|                        | Parti animaliste contre la maltraitance animale (PACMA) | 1 276   | 0,57  | 0,12  | 0      | en stagnation |  |
|                        | Recortes Cero-Grupo Verde (RC-GV)                       | 342     | 0,15  | 0,01  | 0      | en stagnation |  |
|                        | Pour un monde + juste (PUM+J)                           | 295     | 0,13  | Nv.   | 0      | en stagnation |  |
|                        | Vote blanc                                              | 1 894   | 0,85  | 0,14  |        |               |  |
|                        |                                                         |         |       |       |        |               |  |
| Suffrages exprimés     | Suffrages exprimés                                      | 223 257 | 98,08 |       |        |               |  |
| Votes nuls             | Votes nuls                                              | 4 364   | 1,92  |       |        |               |  |
| Total                  | Total                                                   | 227 621 | 100   | -     | 4      | en stagnation |  |
| Abstention             | Abstention                                              | 116 824 | 33,92 |       |        |               |  |
| Inscrits/Participation | Inscrits/Participation                                  | 344 445 | 66,08 |       |        |               |  |